# Gnophos afflictata
Gnophos afflictata är en fjärilsart som beskrevs av Walker 1862. Gnophos afflictata ingår i släktet Gnophos och familjen mätare. Inga underarter finns listade i Catalogue of Life.